# 비코보 공항
비코보 공항(러시아어: Аэропорт Быково, 영어: Bykovo Airport)은 러시아 모스크바주에 있는 공항으로 2010년 10월 18일에 취항이 종료된데 이어 관리 회사와 임대 조건의 만료로 인해 2011년에 터미널 건물이 폐쇄되었다.

## 운항 노선
- ASN Accident history for UUBB